# Замок Мот-Шанденье
Замок Мот-Шанденье (фр. Сhâteau de la Mothe-Chandeniers) — французский замок, который расположен возле города Ле Труа-Мутье, что на западе Франции, в департаменте Вьенна.
Замок был построен в XIII веке, как семейная резиденция знатного рода Боссе (фр. Bauçay), который подчинялся королю Франции.
Изначально крепость называли — Мот Буссэ (фр. Motte Bauçay (Baussay)).
После смерти Мари Боссе достался семье Шонэ (фр. Chaunay). После перешёл к Жану Рошешуару (фр. Jean Rochechouart), парижскому политику.
В средние века замок дважды был захвачен Англией, и снова возвращался в границы Франции.

## История

### До XX века
В 1650 году — Жана Рошешуара изгоняют из Парижа по подозрению в участии во Фронде. Он перенёс в замок всю свиту.
В 1668 году — ему приходится отдать замок кредиторам. Его сестра смогла выкупить замок, но подарила его Николя де Ламуаньону. У его сына Уильяма Ламуаньона, графа де Курсон, было трое дочерей, одна из которых вышла замуж за Рене де Мапьо, министра юстиции Франции, который стал хозяином замка в 1766 году.
Во времена Французской революции он был частично разрушен.
В 1809 году — замок выкупил Франсуа Анкар (Франсуа Эннекар) и полностью восстановил его: заново вырыл каналы, устроил виноградник. После передал его своей дочери.
В 1857 году — владельцем замка становится барон Лежен, эсквайр (оруженосец) Наполеона III, сын Луизы Клари, которая приходилась племянницей королеве Швеции Дезире.
В 1870 году — он был передан Наполеону III, который перестроил его, чтобы тот напоминал ему романтический стиль замка долины Луары.

### Пожар
В 1932 году — барон Лежен Эдгар (фр. Lejeune Edgar) провёл в замке центральное отопление. Той же зимой (или 13 марта, информация неизвестна) в замке случился страшный пожар (вероятно, из-за инженерной ошибки). Относительно целыми остались часовня, голубятня и небольшая пристройка, которая использовалась в хозяйственных целях. Ущерб был катастрофический.
На следующий день газета «Фигаро» опубликовала новость, посвящённую этому грустному событию. В заметке говорилось, что огнём уничтожены редкие книги, хранившиеся в замковой библиотеке, уникальные картины, фрески, гобелены, старинная мебель и многие другие раритеты.
После пожара, интерес к замку Мот-Шанденье погас.

### XX—XXI век
В 1963 году — замок купил Жюль Кавруа. В то время замку принадлежало 2000 га земли вокруг.
1980-е годы стали новым этапом в истории замка. Земля, на которой он стоит, а также леса по соседству перешли в собственность одного из банков. Вскоре банк распродал их, причём разным особам.
В 1981 году — прекрасный архитектурный шедевр уже в виде руин был куплен учителем Марком Демейером. Он мечтал вернуть замку былую популярность.
Марк разработал собственный план спасения этого шедевра архитектуры. Однако то, что земля принадлежит разным людям, которые не желали принимать участия в реконструкции, оказалось серьёзной проблемой. Марк Демейер вместе с единомышленниками пытался найти государственную поддержку, предложив признать Шато «Памятником Истории». Ведь тогда государство должно было бы выступить в его защиту. Государство дало понять, что ему нет дела до замка — тем более, он стоит на земле, пребывающей в частной собственности.
У владельца осталась последняя надежда, он добивается признания поместья «Памятником Истории», который обязано охранять государство.
В 2013 году — он признался местной газете, что провёл целых два года, «убивая себя», в надежде сохранить замок хотя бы в том виде, который ему достался. Также он признался, что ни один человек, и даже государство не были заинтересованы в восстановлении этого памятника истории.

### Будущее замка
Появилось сообщение о том, что Мот-Шанденье куплен мультимиллионером из Канады Марком Хэндерсоном, имя которого связывают с компаниями General Motors и Ericsson Canada. Говорят, Хэндерсон планирует восстановить замок по документам, сохранившимся после последней реконструкции в 1809 году. Новый хозяин хочет время от времени жить в замке, однако сделает его доступным для посещения, а впоследствии передаст в специальный траст — как достояние всего народа Франции.
Пятого декабря 2017 года стало известно, что замок куплен 6,5 тысячами пользователей краудфандинговой платформы Dartagnans за 500 000 евро. Сумма была собрана менее чем за пять дней. В 2018 году они планировали реставрацию замка с онлайн-трансляцией процесса для всех акционеров краудфандинговой компании.
К 2019 году усилиями собственников у замка были укреплены стены, прилегающая к нему территория расчищена от завалов, на территории построены хозяйственные помещения. По замку начали проводиться экскурсии, к 2021 году администраторы надеются принять в замке до 50 тысяч туристов.

## Цитаты
Слова влюблённой в Сhâteau de la Mothe-Chandeniers — Joëlle Ernoul, специалиста из аббатства Фонтевро (фр. Fontevraud), где она провела обширные исследования.
«Ca fait mal au cœur de voir ce château en ruines. Oui, je suis inquiète de voir que, depuis des années, rien n’est fait pour sauver ce château qui tombe en ruines depuis pas mal de temps. Et on continue même maintenant encore le saccage avec les bois comme si on voulait effacer le luxe d’un passé… C’est lamentable…»
«Это боль для моего сердца, видеть этот замок в руинах. Да, я боюсь увидеть, что в течение многих лет, ничего не сделали чтобы спасти этот замок, который разрушается уже много лет. И мы продолжаем даже сейчас опустошать замок, как будто хотим стереть роскошь прошлого… Это плачевно…»